# Sárosd–Seregélyesi-vízfolyás
A Sárosd–Seregélyesi-vízfolyás Hantostól délkeletre ered, Fejér vármegyében. A patak forrásától kezdve délkeleti irányban halad, majd Seregélyesnél eléri a Dinnyés–Kajtori-csatornát.
A Sárosd-Seregélyesi-vízfolyás vízgazdálkodási szempontból az Észak-Mezőföld és Keleti-Bakony Vízgyűjtő-tervezési alegység működési területéhez tartozik.

## Part menti települések
- Hantos
- Sárosd
- Seregélyes